# ネパールにおける死刑

ネパールの位置

ネパールにおける死刑（ネパールにおけるしけい）は、廃止された。
コモン・ローによる法律では、1964年、法改正によって廃止された。 その後、1985年に殺人と、テロリストの処刑のために復活された。しかし、1991年11月9日、死刑の完全廃止が決定した。
1990年制定のネパール王国憲法には、"No law shall be made which provides for capital punishment.(日本語訳:死刑を規定する法律は制定されない)"と記載されている。

## 廃止の理由
Cornell Law Schoolによれば、廃止の一番の理由は、15年に及ぶ実験的な死刑の廃止によるものである。 この間、犯罪率は安定していた。これにより、死刑廃止が決定された。